# Xyridacma unilinea
Xyridacma unilinea là một loài bướm đêm trong họ Geometridae.